# Abraham Marcus
Abraham Marcus, né le 2 janvier 2000 à Lagos au Nigeria, est un footballeur international nigérian, qui évolue au poste d'ailier gauche au CF Estrela da Amadora.

## Biographie

### En club
Né à Lagos au Nigeria, Abraham Marcus est formé par la Remo Stars Academy, avant de rejoindre le Portugal en 2018 et le CD Feirense, où il joue notamment avec l'équipe réserve.
Il joue son premier match en équipe première le 20 octobre 2020, lors d'une rencontre de championnat face au GD Estoril-Praia. Il entre en jeu en cours de partie et se met immédiatement en évidence en inscrivant son premier but. Les deux équipes se séparent sur un match nul (2-2 score final). Il se démarque lors de la première partie de saison en inscrivant plusieurs buts et en étant élu à quatre reprises homme du match. Le 24 avril 2021, il réalise son premier doublé, lors d'une victoire de son équipe en championnat contre le Leixões SC (1-4 score final).
Le 25 mai 2022, Abraham Marcus est prêté pour une saison au FC Porto B.
En juillet 2023, Marcus rejoint définitivement le club portugais, avec pour objectif d'atteindre l'équipe première.

### En équipe nationale
En mai 2021, Abraham Marcus est appelé pour la première fois avec l'équipe nationale du Nigeria, convoqué par le sélectionneur Gernot Rohr,. Il honore sa première sélection avec le Nigeria le 4 juin 2021, lors d'un match contre le Cameroun. Il entre en jeu à la place d'Alex Iwobi, et son équipe s'incline par un but à zéro.

## Palmarès

### En club
FC Porto
- Vice-champion du Portugal en 2023.